# Seznam zápasů francouzské fotbalové reprezentace na Mistrovství Evropy
Francouzská fotbalová reprezentace byla celkem 11x na mistrovstvích Evropy ve fotbale a to v roce 1960, 1984, 1992, 1996, 2000, 2004, 2008, 2012, 2016, 2021, 2024.
- Aktualizace po ME 2024 - Počet utkání - 48 - Vítězství - 25x - Remízy - 11x - Prohry - 12x

| Číslo | Soupeř         | Výsledek                      | ME      | Fáze turnaje       | Góly Francie                                                                               |
| ----- | -------------- | ----------------------------- | ------- | ------------------ | ------------------------------------------------------------------------------------------ |
| 1.    | Jugoslávie     | 4 – 5                         | ME 1960 | semifinále         | 2x François Heutte, Jean Vincent, Maryan Wisnieski                                         |
| 2.    | Československo | 0 – 2                         | ME 1960 | O 3. místo         | Ne                                                                                         |
| 3.    | Dánsko         | 1 – 0                         | ME 1984 | základní skupina A | Michel Platini                                                                             |
| 4.    | Belgie         | 5 – 0                         | ME 1984 | základní skupina A | Michel Platini (2 + 1 penalta), Alain Giresse, Luis Fernandez                              |
| 5.    | Jugoslávie     | 3 – 2                         | ME 1984 | základní skupina A | 3x Michel Platini                                                                          |
| 6.    | Portugalsko    | 3 – 2 (PP)                    | ME 1984 | semifinále         | 2x Jean-François Domergue, Michel Platini                                                  |
| 7.    | Španělsko      | 2 – 0                         | ME 1984 | finále             | Michel Platini, Bruno Bellone                                                              |
| 8.    | Švédsko        | 1 – 1                         | ME 1992 | základní skupina A | Jean-Pierre Papin                                                                          |
| 9.    | Anglie         | 0 – 0                         | ME 1992 | základní skupina A | Ne                                                                                         |
| 10.   | Dánsko         | 1 – 2                         | ME 1992 | základní skupina A | Jean-Pierre Papin                                                                          |
| 11.   | Rumunsko       | 1 – 0                         | ME 1996 | základní skupina B | Christophe Dugarry                                                                         |
| 12.   | Španělsko      | 1 – 1                         | ME 1996 | základní skupina B | Youri Djorkaeff                                                                            |
| 13.   | Bulharsko      | 3 – 1                         | ME 1996 | základní skupina B | Laurent Blanc, Ljuboslav Penev (vlastní BUL), Patrice Loko                                 |
| 14.   | Nizozemsko     | 0 – 0 (PP) (pen. 5 - 4)       | ME 1996 | čtvrtfinále        | penalty: Zinédine Zidane, Youri Djorkaeff, Bixente Lizarazu, Vincent Guérin, Laurent Blanc |
| 15.   | Česko          | 0 – 0 (PP) (pen. 5 - 6)       | ME 1996 | semifinále         | penalty: Zinédine Zidane, Youri Djorkaeff, Bixente Lizarazu, Vincent Guérin, Laurent Blanc |
| 16.   | Dánsko         | 3 – 0                         | ME 2000 | základní skupina D | Laurent Blanc, Thierry Henry, Sylvain Wiltord                                              |
| 17.   | Česko          | 2 – 1                         | ME 2000 | základní skupina D | Thierry Henry, Youri Djorkaeff                                                             |
| 18.   | Nizozemsko     | 2 – 3                         | ME 2000 | základní skupina D | Christophe Dugarry, David Trézéguet                                                        |
| 19.   | Španělsko      | 2 – 1                         | ME 2000 | čtvrtfinále        | Zinédine Zidane, Youri Djorkaeff                                                           |
| 20.   | Portugalsko    | 2 – 1 (PP)                    | ME 2000 | semifinále         | Thierry Henry, Zinédine Zidane (penalta)                                                   |
| 21.   | Itálie         | 2 – 1 (PP)                    | ME 2000 | finále             | Sylvain Wiltord, David Trézéguet                                                           |
| 22.   | Anglie         | 2 – 1                         | ME 2004 | základní skupina B | Zinédine Zidane (1 + 1 penalta)                                                            |
| 23.   | Chorvatsko     | 2 – 2                         | ME 2004 | základní skupina B | Igor Tudor (vlastní CRO), David Trézéguet                                                  |
| 24.   | Švýcarsko      | 3 – 1                         | ME 2004 | základní skupina B | 2x Thierry Henry, Zinédine Zidane                                                          |
| 25.   | Řecko          | 0 – 1                         | ME 2004 | čtvrtfinále        | Ne                                                                                         |
| 26.   | Rumunsko       | 0 – 0                         | ME 2008 | základní skupina C | Ne                                                                                         |
| 27.   | Nizozemsko     | 1 – 4                         | ME 2008 | základní skupina C | Thierry Henry                                                                              |
| 28.   | Itálie         | 0 – 2                         | ME 2008 | základní skupina C | Ne                                                                                         |
| 29.   | Anglie         | 1 – 1                         | ME 2012 | základní skupina D | Samir Nasri                                                                                |
| 30.   | Ukrajina       | 2 – 0                         | ME 2012 | základní skupina D | Jérémy Ménez, Yohan Cabaye                                                                 |
| 31.   | Švédsko        | 0 – 2                         | ME 2012 | základní skupina D | Ne                                                                                         |
| 32.   | Španělsko      | 0 – 2                         | ME 2012 | čtvrtfinále        | Ne                                                                                         |
| 33.   | Rumunsko       | 2 – 1                         | ME 2016 | základní skupina A | Olivier Giroud, Dimitri Payet                                                              |
| 34.   | Albánie        | 2 – 0                         | ME 2016 | základní skupina A | Antoine Griezmann, Dimitri Payet                                                           |
| 35.   | Švýcarsko      | 0 – 0                         | ME 2016 | základní skupina A | Ne                                                                                         |
| 36.   | Irsko          | 2 – 1                         | ME 2016 | osmifinále         | 2x Antoine Griezmann                                                                       |
| 37.   | Island         | 5 – 2                         | ME 2016 | čtvrtfinále        | 2x Olivier Giroud, Paul Pogba, Dimitri Payet, Antoine Griezmann                            |
| 37.   | Německo        | 2 – 0                         | ME 2016 | semifinále         | Antoine Griezmann (1 + 1 penalta)                                                          |
| 38.   | Portugalsko    | 0 – 1                         | ME 2016 | finále             | Ne                                                                                         |
| 39.   | Německo        | 1 – 0                         | ME 2021 | základní skupina F | Mats Hummels (vlastní GER)                                                                 |
| 40.   | Maďarsko       | 1 – 1                         | ME 2021 | základní skupina F | Antoine Griezmann                                                                          |
| 41.   | Portugalsko    | 2 – 2                         | ME 2021 | základní skupina F | Karim Benzema, Karim Benzema (penalta)                                                     |
| 42.   | Švýcarsko      | 3 – 3 (PP) na penalty (4 – 5) | ME 2021 | osmifinále         | 2x Karim Benzema, Paul Pogba                                                               |
| 43.   | Rakousko       | 1 – 0                         | ME 2024 | základní skupina D | Maximilian Wöber (vlastní branka AUT)                                                      |
| 44.   | Nizozemsko     | 0 – 0                         | ME 2024 | základní skupina D | Ne                                                                                         |
| 45.   | Polsko         | 1 – 1                         | ME 2024 | základní skupina D | Kylian Mbappé (penalta)                                                                    |
| 46.   | Belgie         | 1 – 0                         | ME 2024 | osmifinále         | Jan Vertonghen (vlastní branka BEL)                                                        |
| 47.   | Portugalsko    | 0 – 0 (PP) (pen. 5 - 3)       | ME 2024 | čtvrtfinále        | penalty: Ousmane Dembélé, Youssouf Fofana, Jules Koundé, Bradley Barcola, Theo Hernández   |
| 48.   | Španělsko      | 1 – 2                         | ME 2024 | semifinále         | Randal Kolo Muani                                                                          |